# Chmielnik (gmina Ślesin)
Chmielnik – osada leśna w Polsce położona, w województwie wielkopolskim, w powiecie konińskim, w gminie Ślesin.
W latach 1975–1998 miejscowość należała administracyjnie do województwa konińskiego.